# Michał Bułharyn
Michał Bułharyn herbu Bułat – marszałek Koła Duchownego Trybunału Głównego Wielkiego Księstwa Litewskiego kadencji wileńskiej, deputat z powiatu wołkowyskiego w 1779/1780 roku, pisarz ziemski wołkowyski w latach 1766–1783, poseł wołkowyski na Sejm Rozbiorowy 1773-1775, konsyliarz Rady Nieustającej w 1775 roku, poseł na Sejm Czteroletni w 1788 roku z powiatu wołkowyskiego. 
Był stronnikiem dworu. Członek konfederacji 1773 roku. Na Sejmie Rozbiorowym 1773–1775 wszedł w skład delegacji wyłonionej pod naciskiem dyplomatów trzech państw rozbiorczych, mającej przeprowadzić rozbiór, był przedstawicielem opozycji. 18 września 1773 roku podpisał traktaty cesji przez Rzeczpospolitą Obojga Narodów ziem zagarniętych przez Rosję, Prusy i Austrię w I rozbiorze Polski. 